# Cercado (provins i Beni)

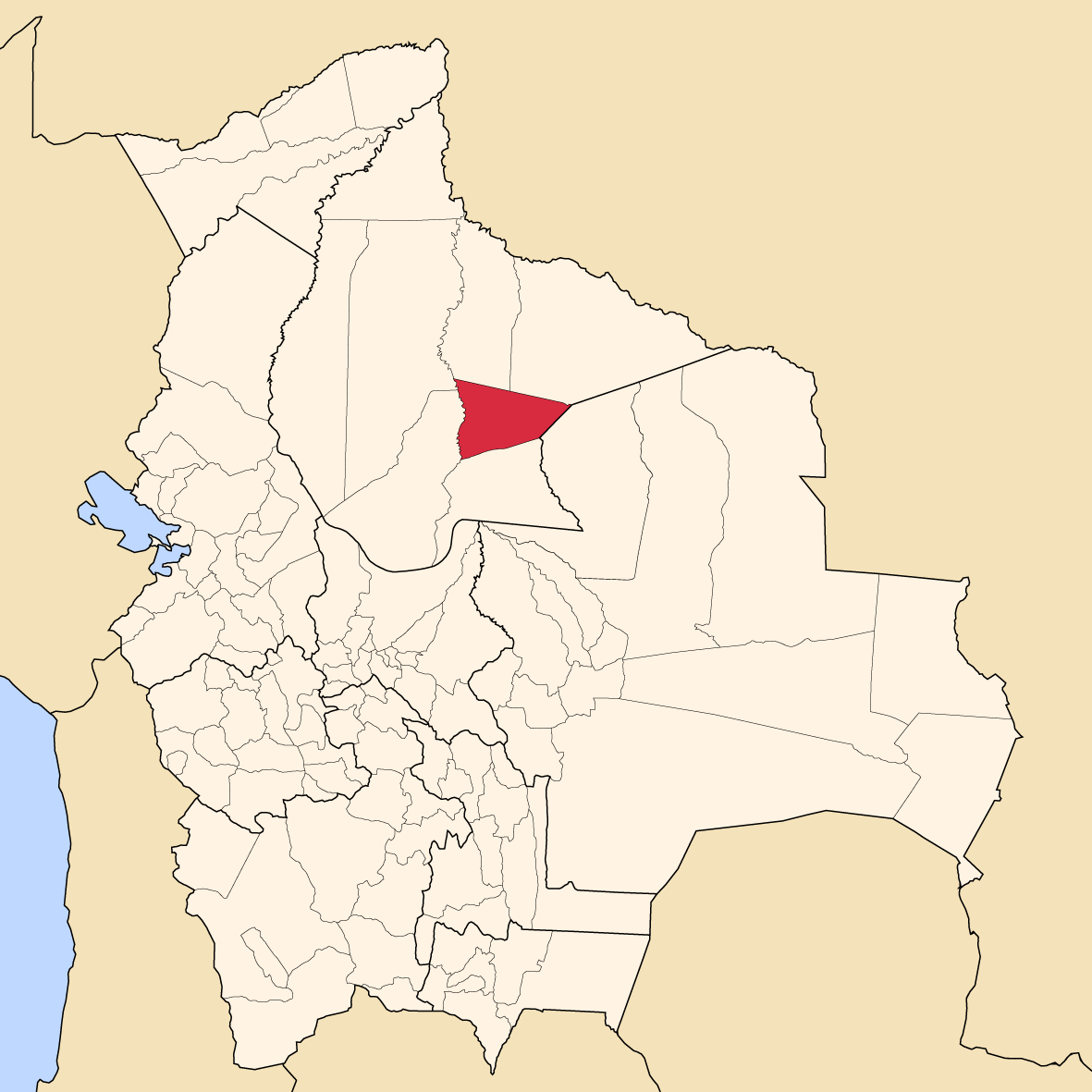
Provinsens läge i Bolivia

Cercado är en provins i departementet Beni i Bolivia. Den administrativa huvudorten är Trinidad.